# Relações entre Ilhas Cayman e Índia

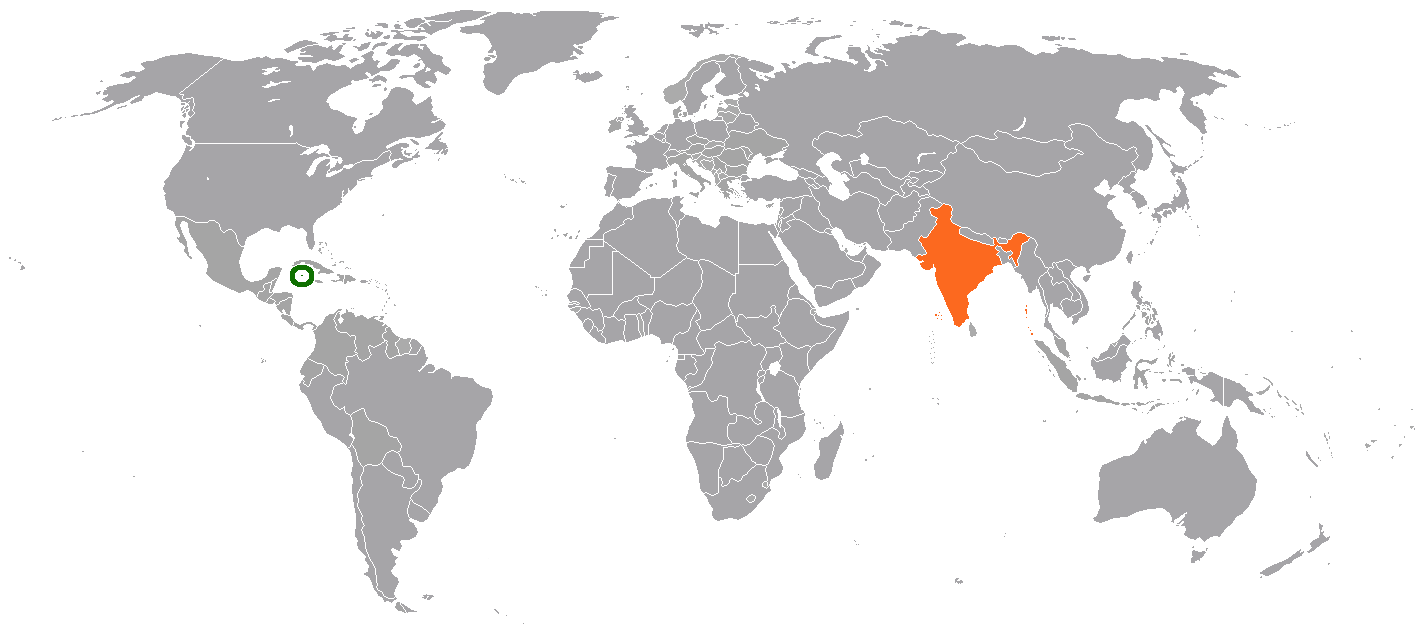
Mapa indicando as localizações tanto das Ilhas Cayman quanto da Índia

As relações entre as Ilhas Cayman e a Índia referem-se às relações internacionais existentes entre as Ilhas Cayman e a República da Índia. As relações externas das Ilhas Cayman são administradas pelo Ministério das Relações Exteriores britânico. Consequentemente, a política externa da Índia tem se concentrado nas relações econômicas com as Ilhas Cayman, bem como na prestação de serviços consulares aos indianos e aos cidadãos de Cayman. O Alto Comissariado indiano em Kingston, Jamaica, é simultaneamente credenciado nas Ilhas Cayman.

## História
O Primeiro-ministro McKeeva Bush, o Ministro da Saúde, Meio Ambiente, Juventude, Esporte e Cultura Mark Scotland, a Autoridade de Serviços de Saúde das Ilhas Cayman, Canover Watson, e quatro outros funcionários do governo visitaram Bangalor de 15 a 17 de dezembro de 2009. Eles foram convidados pelo presidente da Narayana Hridayalaya, para inaugurar o novo hospital de câncer da empresa.
O governo da Índia oferece bolsas de estudo para dois cidadãos das Ilhas Cayman anualmente no âmbito do Programa de Cooperação Técnica e Econômica da Índia. No entanto, essas bolsas geralmente não têm sido utilizadas.

## Relações econômicas
Em abril de 2010, a rede de hospitais Narayana Hrudayalaya, com sede em Bangalor, assinou um acordo com o governo das Ilhas Cayman para estabelecer um hospital em Grand Cayman e uma universidade médica para treinar médicos, enfermeiras e estudantes em assistência médica urgente. O Health City Cayman Islands, com uma área de mais de 9.900 m², foi inaugurado em 25 de fevereiro de 2014. É o primeiro hospital estrangeiro pertencente a uma rede hospitalar indiana.
As Ilhas Cayman e a Índia assinaram um Acordo de troca de informações fiscais (TIEA) em 21 de março de 2011. Este é o 22.º TIEA assinado pelas Ilhas Cayman e o 5.º pela Índia. De acordo com a Autoridade Monetária das Ilhas Cayman (CIMA), a Índia foi o nono maior destino das remessas das Ilhas Cayman em 2011, recebendo 2,5 milhões de dólares. O Bank of India opera nas Ilhas Cayman e possui uma agência em Grand Cayman. A NCBG Holdings, Inc., sediada nas Ilhas Cayman, ofereceu investir em uma joint-venture com empresas indianas para fabricar conjuntos de fiação usados em veículos militares, aviões, navios e outras máquinas de defesa. Essa proposta deve ser aprovada pelo governo indiano, pois envolve investimento estrangeiro direto na indústria de defesa.
Em meados de 2015, uma equipe especial de investigação (Índia) nomeada pela Suprema Corte da Índia concluiu que as Ilhas Cayman são o maior destinatário de notas de crowdfunding da Índia, recebendo 31,31% do total em circulação. A equipe de investigação descobriu que as Ilhas Cayman tiveram um investimento total de 85 mil Crore (12 bilhões de dólares) nos mercados de ações indianos em 28 de fevereiro de 2015, ou aproximadamente 1,75 crore (250 mil dólares) por cidadão das Cayman.
O comércio bilateral entre as Ilhas Cayman e a Índia foi de 3,54 milhões de dólares em 2015-16, abaixo dos 6,75 milhões de dólares do ano anterior. A Índia não importa das Ilhas Cayman desde 2013-14, quando importou 10 mil dólares em resíduos e dejetos das indústrias alimentícias, além de forragem preparada para animais. Os principais produtos exportados da Índia para as Ilhas Cayman são veículos e peças não ferroviárias, instrumentos médicos e cirúrgicos, artigos de ferro e aço, produtos farmacêuticos e máquinas e equipamentos elétricos.